# Koziatin
Koziatin o Kaziatin (en ucraïnès Козятин, en rus Кaзятин) és una ciutat de la província de Vínnitsia, Ucraïna. El 2021 tenia 22.634 habitants. Es troba a la riba del riu Güiva.